# ملعب 7 مارس
ملعب 7 مارس ببنقردان (بالفرنسية: Stade du 7-Mars)‏ هو ملعب كرة قدم يقع في مدينة بنقردان بالجمهورية التونسية، يحتوي على عشرة آلاف مقعد منها 4000 مغطاة.
ويستخدم هذا الملعب من طرف الاتحاد الرياضي ببنقردان الذي ينشط في  الرابطة التونسية المحترفة الأولى لكرة القدم ونادي جمعية أولمبيك بنقردان الذي ينشط في الرابطة التونسية الثالثة مستوى ثاني، وكذلك نادي النجم الرياضي ببنقردان الذي ينشط في الرابطة الجهوية لكرة القدم.

## مقالات ذات صلة
- الملعب البلدي ببنقردان
- الاتحاد الرياضي ببنقردان
- جمعية أولمبيك بنقردان
- النجم الرياضي ببنقردان

## وصلات خارجية
- صفحة ملعب 7 مارس على موقع كوووة.
- صفحة الاتحاد الرياضي ببنقردان على موقع كوووة.
- صفحة جمعية أولمبيك بنقردان على موقع كوووة.